# Pietro II di Borbone
Pietro II di Borbone detto anche Pietro di Beaujeu (1º dicembre 1438 – Moulins, 10 ottobre 1503) è stato signore di Beaujeu dal 1456, conte di La Marche dal 1472 e duca di Borbone, duca d'Alvernia, Conte di Clermont e conte di Forez dal 1488 fino alla sua morte; inoltre, insieme alla moglie Anna di Beaujeu resse la corona francese durante la minore età del cognato Carlo VIII di Francia dal 1483 al 1488.

## Origine
Sia secondo lo storico e genealogista francese, Pierre de Guibours, detto Père Anselme de Sainte-Marie o più brevemente Père Anselme, nel suoHistoire généalogique et chronologique de la maison royale de France, che secondo lo scrittore e uomo politico, originario del borbonese, Simon de Coiffier de Moret, nel suo Histoire du Bourbonnais et des Bourbons qui l'ont possédé, Volume 1, Pietro era il figlio maschio quintogenito del quinto duca di Borbone, il quarto duca d'Alvernia, Conte di Clermont e conte di Forez, Carlo I e della moglie, Agnese di Borgogna, che, ancora secondo Père Anselme, era figlia del conte di Nevers, Duca di Borgogna, conte di Borgogna (Franca Contea), Artois e Fiandre, Giovanni senza Paura e della moglie, Margherita, figlia del duca di Baviera-Straubing Alberto I, conte di Hainaut e di Olanda e di Margherita di Brieg.
Carlo I di Borbone, sia secondo Père Anselme, che secondo Simon de Coiffier de Moret, era il figlio primogenito del quarto Duca di Borbone, Conte di Clermont e conte di Forez, Giovanni I e della moglie, la duchessa d'Alvernia e contessa di Montpensier, Maria di Berry, che, sempre secondo Père Anselme era la figlia quartogenita del duca di Berry e d'Alvernia e conte di Poitiers e Montpensier, Giovanni di Francia (1340 † 1416) e della prima moglie Giovanna d'Armagnac (24 giugno 1346-1387).

## Biografia
Secondo Père Anselme, Pietro era nato nel mese di novembre del 1439.
Suo padre, Carlo I, morì quando Pietro aveva circa diciotto anni: morì il 4 dicembre 1456 e fu tumulato nella chiesa del Priorato di Souvigny.
A Carlo I succedette suo fratello maggiore, Giovanni (1427-1488), come Giovanni II, e a Pietro venne riconosciuto il titolo di signore di Beaujeu.
Dopo la morte del re di Francia, Carlo VII, il 22 luglio 1461, assistette all'incoronazione del suo successore e figlio Luigi XI, e quel giorno fu armato cavaliere.
In quel periodo Pietro fu fidanzato con Maria d'Orléans, figlia primogenita del duca d'Orléans, duca di Valois, conte di Asti, di Soissons e di Blois e signore di Coucy, Carlo di Valois-Orléans e della terza moglie, Maria di Clèves; Maria era la sorella del duca Luigi II d'Orléans, futuro re di Francia Luigi XII; pur avendo avuto l'approvazione del re di Francia Luigi XI, nel 1465, questa unione venne ostacolata dallo stesso re, che non gradiva l'unione dei Borbone e degli Orléans, due delle famiglie più influenti del paese.
Pur avendo seguito il fratello, Giovanni II, quando si unì alla Lega del bene pubblico il rapporto di Pietro col re Luigi XI fu buono: Pietro fu nominato governatore della Linguadoca e venne fidanzato con Anna di Beaujeu, figlia del re; il 3 novembre 1473 fu concluso il contratto di matrimonio.
Servo leale della corona francese Pietro si guadagnò il rispetto di Luigi XI attraverso un atteggiamento docile ed umile venne dato un posto anche nel consiglio reale e gli fu di grande aiuto nel combattere i conti d'Armagnac; come ricompensa gli venne concessa la contea de La Marche.
Circa un anno dopo il contratto di matrimonio, nel 1474, a Tours, Pietro sposò Anna di Francia, figlia del Re Luigi XI di Francia e della sua seconda moglie Carlotta di Savoia; insieme al loro matrimonio venne organizzato anche quello del futuro Luigi XII con Giovanna di Valois, un'altra delle figlie di Luigi XI.
Nel mese di aprile 1475, Pietro ricevette dal fratello, il duca Giovanni II, la contea di Clermont-en-Beauvaisis e la signoria di Beaujolais, come da documento n° 129b della Histoire des ducs de Bourbon et des comtes de Forez, Volume 3.
Quando, nel 1483, Luigi XI morì Pietro era rimasto uno dei pochi uomini fedeli ancora al suo fianco e fu a lui e alla figlia Anna, moglie di Pietro che lasciò la custodia del figlio ancora minorenne Carlo, ora Carlo VIII. I due si mossero rapidamente ed altrettanto rapidamente fecero incoronare Carlo così che non si installasse un governo di reggenza, il tredicenne Carlo quindi parve governare di per sé, mentre era, in realtà, sotto la tutela del cognato e della sorella.
Portato a compimento con successo il compito di sovrintendere al governo fino ai diciotto anni di Carlo Pietro e la moglie volsero poi gli occhi verso i propri domini per costruire una base di potere nel Borbonese. Anna era già contessa di Gien e Pietro aveva i contadi di Clermont e La Marche così come la signoria di Beaujeu.
Suo fratello, Giovanni II, che dal 1483 era anche connestabile di Francia, morì il primo aprile 1488, a Moulins, e fu tumulato nella chiesa del Priorato di Souvigny.
Non avendo Giovanni II discendenza legittima, ed essendo già morto il fratello maschio secondogenito, Filippo, a Giovanni II succedette Carlo, cardinale e arcivescovo di Lione.
Questa successione non fu gradita dalla cognata, la moglie di Pietro, Anna di Beaujeu, reggente del regno di Francia, che occupò alcuni territori e fece pressione affinché Carlo cedesse i titoli a suo fratello Pietro; fu raggiunta l'intesa che a Carlo spettava una pensione annua e che tenesse il Beaujolais e Pietro gli succedesse nei titoli come Pietro II.
La trattativa era appena conclusa che Carlo II di Borbone morì a Lione, in Francia, il 13 settembre 1488. Come concordato Pietro gli succedette come Pietro II.
Il documento n° 130b della Histoire des ducs de Bourbon et des comtes de Forez, Volume 3, datato dicembre 1488 lo riconosce come duca.
Pietro e Anna scambiarono il contado de l'Isle-en-Jordain con gli armagnacchi in cambio di delle terre di Murat e Carlades. Queste terre vennero garantite loro da Carlo VIII con diritto assoluto il che voleva dire che non potevano essere riprese dalla corona, ma soprattutto che non era loro obbligo cederle agli eredi più prossimi, i Borbone-Montpensiers, ma a chiunque loro volessero.
Il 10 maggio 1491 finalmente nacque un erede, Susanna, in passato vi era stata un'altra gravidanza, nel 1476, ma mentre alcune fonti vogliono che sia finita in un aborto o comunque con una morte prematura, altre la fanno coincidere con la nascita di un maschio, Carlo, che morì nel 1498 e che venne sepolto all'abbazia di Souvigny.
Verso il 1491 l'autorità di Pietro cominciò a diminuire, Carlo era ormai adulto e non incline ad accettare le ingerenze famigliari, contro il parere del cognato mandò a monte il matrimonio con Margherita d'Asburgo, nato a seguito del Trattato di Arras, per sposare la di lei matrigna Anna di Bretagna e, sempre contro il loro parere, rese la sua dote composta dall'Artois e dalla Franca Contea al fratello di lei Filippo I di Castiglia. Pietro e la moglie non furono nemmeno in grado di impedire le poco proficue spedizioni militari di Carlo in Italia anche se venne lasciato loro il comando in sua assenza, Pietro fu luogotenente del regno per tutto il tempo che Carlo VIII fu in Italia. Benché Pietro non sia mai caduto in disgrazia presso la corte il suo potere si era certamente ristretto e dopo la morte di Carlo e l'ascesa di Luigi XII nel 1498, del quale assistette all'incoronazione, si ritirò di fatto a vita privata dedicando il proprio tempo ai domini di famiglia.
Pietro ed Anna si ritrovarono infine ad avere come sola erede la figlia Susanna e fu la questione del futuro della giovane che, nell'ultimo periodo, li portò a trovarsi su fronti diversi. La presenza di Luigi XII sul trono rendeva necessario trovarle un marito che l'aiutasse a mantenere i propri domini che potevano essere minacciati sia dalla corona che dai Montpensier. Entrambi all'inizio pensarono a Luigi II di Montpensier che però si alienò Pietro quando condannò una lettera patente di Luigi che riconfermava i diritti di Susanna. Quindi Pietro volse la propria attenzione a Carlo IV di Alençon, un favorito di Luigi che poteva agilmente proteggere i ducati dalle attenzioni indesiderate dei Montpensier. Il contratto di matrimonio venne siglato il 21 marzo 1501, la sposa aveva 9 anni e lo sposo 11, prima però che le nozze venissero celebrate Pietro morì il 10 ottobre 1503. Anna sospese questi negoziati e fece sposare Susanna con un cugino di secondo grado nonché erede della linea dei Borbone-Montpensier, Carlo III di Borbone-Montpensier. Lo scopo era, evidentemente, quello di evitare una lite ereditaria giacché entrambi i giovani avrebbero ereditato insieme le proprietà famigliari.
Pietro, secondo Père Anselme, morì, l'otto ottobre 1503, a Moulins, e fu tumulato nella chiesa del Priorato di Souvigny. Gli succedette la figlia, Susanna, con la reggenza della madre.

## Discendenza
Pietro ed Anna ebbero due figli:
- Carlo, conte di Clermont (1476 – 1498);
- Susanna (1491 – 1521), sposa di suo cugino Carlo di Borbone-Montpensier (1490 – 1527); Susanna ottenne nel 1498 dal Re Luigi XII l'autorizzazione ad ereditare i diritti della linea primogenita e trasmetterli al marito, famoso per aver tradito re Francesco I di Francia ed essere passato con Carlo V d'Asburgo.

Pietro ebbe inoltre una figlia illegittima, Enrichetta, andata in sposa a Philibert Barjot, il suo primo scudiero.

## Ascendenza
|                       |                        |                              | Genitori                      |  |  | Nonni |  |  | Bisnonni            |  |  | Trisnonni           |  |
|                       |                        |                              |                               |  |  |       |  |  | Luigi II di Borbone |  |  | Pietro I di Borbone |  |
|                       |                        |                              |                               |  |  |       |  |  | Luigi II di Borbone |  |  | Pietro I di Borbone |  |
|                       |                        | Isabella di Valois           |                               |  |  |       |  |  | Luigi II di Borbone |  |  |                     |  |
| Giovanni I di Borbone |                        |                              |                               |  |  |       |  |  | Luigi II di Borbone |  |  |                     |  |
|                       |                        | Anna di Forez                | Beraldo II delfino d'Alvernia |  |  |       |  |  |                     |  |  |                     |  |
|                       |                        | Anna di Forez                | Beraldo II delfino d'Alvernia |  |  |       |  |  |                     |  |  |                     |  |
|                       |                        | Anna di Forez                | Giovanna di Forez             |  |  |       |  |  |                     |  |  |                     |  |
| Carlo I di Borbone    |                        | Anna di Forez                |                               |  |  |       |  |  |                     |  |  |                     |  |
|                       |                        | Giovanni di Valois           | Giovanni II di Francia        |  |  |       |  |  |                     |  |  |                     |  |
|                       |                        | Giovanni di Valois           | Giovanni II di Francia        |  |  |       |  |  |                     |  |  |                     |  |
|                       |                        | Giovanni di Valois           | Bona di Lussemburgo           |  |  |       |  |  |                     |  |  |                     |  |
| Maria di Berry        |                        | Giovanni di Valois           |                               |  |  |       |  |  |                     |  |  |                     |  |
|                       |                        | Giovanna d'Armagnac          | Giovanni I d'Armagnac         |  |  |       |  |  |                     |  |  |                     |  |
|                       |                        | Giovanna d'Armagnac          | Giovanni I d'Armagnac         |  |  |       |  |  |                     |  |  |                     |  |
|                       |                        | Giovanna d'Armagnac          | Beatrice di Clermont          |  |  |       |  |  |                     |  |  |                     |  |
| Pietro II di Borbone  |                        | Giovanna d'Armagnac          |                               |  |  |       |  |  |                     |  |  |                     |  |
|                       | Filippo II di Borgogna | Giovanni II di Francia       |                               |  |  |       |  |  |                     |  |  |                     |  |
|                       | Filippo II di Borgogna | Giovanni II di Francia       |                               |  |  |       |  |  |                     |  |  |                     |  |
|                       | Filippo II di Borgogna | Bona di Lussemburgo          |                               |  |  |       |  |  |                     |  |  |                     |  |
| Giovanni di Borgogna  | Filippo II di Borgogna |                              |                               |  |  |       |  |  |                     |  |  |                     |  |
|                       |                        | Margherita III delle Fiandre | Luigi II di Fiandra           |  |  |       |  |  |                     |  |  |                     |  |
|                       |                        | Margherita III delle Fiandre | Luigi II di Fiandra           |  |  |       |  |  |                     |  |  |                     |  |
|                       |                        | Margherita III delle Fiandre | Margherita di Brabante        |  |  |       |  |  |                     |  |  |                     |  |
| Agnese di Borgogna    |                        | Margherita III delle Fiandre |                               |  |  |       |  |  |                     |  |  |                     |  |
|                       |                        | Alberto I di Baviera         | Ludovico il Bavaro            |  |  |       |  |  |                     |  |  |                     |  |
|                       |                        | Alberto I di Baviera         | Ludovico il Bavaro            |  |  |       |  |  |                     |  |  |                     |  |
|                       |                        | Alberto I di Baviera         | Margherita II di Hainaut      |  |  |       |  |  |                     |  |  |                     |  |
| Margherita di Baviera |                        | Alberto I di Baviera         |                               |  |  |       |  |  |                     |  |  |                     |  |
|                       |                        | Margherita di Brieg          | Ludovico I il Giusto          |  |  |       |  |  |                     |  |  |                     |  |
|                       |                        | Margherita di Brieg          | Ludovico I il Giusto          |  |  |       |  |  |                     |  |  |                     |  |
|                       |                        | Margherita di Brieg          | Agnes di Głogów               |  |  |       |  |  |                     |  |  |                     |  |
|                       |                        | Margherita di Brieg          |                               |  |  |       |  |  |                     |  |  |                     |  |